# Valentina Ilieva
Valentina Ilieva (em búlgaro:  Валентина Илиева; 12 de março de 1962) é uma ex-jogadora de voleibol da Bulgária que competiu nos Jogos Olímpicos de 1980.
Em 1980, ela fez parte da equipe búlgara que conquistou a medalha de bronze no torneio olímpico, no qual atuou em duas partidas.